# Мочидлув
Мочидлув (пол. Moczydłów) — село в Польщі, у гміні Ґура-Кальварія Пясечинського повіту Мазовецького воєводства.
Населення — 330 осіб (2011).
У 1975-1998 роках село належало до Варшавського воєводства.

## Демографія
Демографічна структура станом на 31 березня 2011 року:
|          | Загалом | Допрацездатний вік | Працездатний вік | Постпрацездатний вік |
| -------- | ------- | ------------------ | ---------------- | -------------------- |
| Чоловіки | 156     | 27                 | 115              | 14                   |
| Жінки    | 174     | 35                 | 99               | 40                   |
| Разом    | 330     | 62                 | 214              | 54                   |